# Hans Buiting
Hans Buiting (7 de marzo de 1961) es un deportista neerlandés que compitió en judo. Ganó una medalla de bronce en el Campeonato Europeo de Judo de 1989 en la categoría de +95 kg.

## Palmarés internacional
| Campeonato Europeo | Campeonato Europeo   | Campeonato Europeo | Campeonato Europeo |
| Año                | Lugar                | Medalla            | Categoría          |
| ------------------ | -------------------- | ------------------ | ------------------ |
| 1989               | Helsinki (Finlandia) | Medalla de bronce  | +95 kg             |